# جيري ليونارد
جيري ليونارد هو لاعب هوكي الجليد كندي، ولد في 30 مارس 1936 في إدمونتون في كندا.

## وصلات خارجية
- جيري ليونارد على موقع EliteProspects.com (الإنجليزية)
- جيري ليونارد على موقع HockeyDB.com (الإنجليزية)